# Mario vs. Donkey Kong: Mini-Land Mayhem!
Mario vs. Donkey Kong: Mini-Land Mayhem! (マリオvs.ドンキーコング 突撃!ミニランド, Mario vs. Donkī Kongu Totsugeki! Mini Rando) é a sequência do jogo para Nintendo DSi, Mario vs. Donkey Kong: Minis March Again. Esse jogo segue o seu antecessor por se controlar os minis-marios, por meio da tela touch screen do Nintendo DS.

## História
Mario decide criar uma nova linha de brinquedos para ser comercializado: a boneca Pauline, inspirada e aprovada por sua ex-namorada, Pauline. O nome do lançamento do novo brinquedo se chama Mini-Land, e seriam distribuídos 100 brinquedos para os Toads. Enquanto Mario e Pauline estavam distribuindo os brinquedos, Donkey Kong vem todo feliz para pegar o seu brinquedo, derrubando vários Toads. Isso fez com que Mario e Pauline fiquem preocupados com o que vai acontecer. Donkey Kong chega e pede seu brinquedo, mas Mario diz a ele que já se esgotou os brinquedos, e isso o deixa furioso e sequestra Pauline. Então, Mario corre atrás dele e tenta resgatar Pauline, mas acaba rasgando um pedaço da roupa dela e cai ao chão. Logo em seguida, se levanta e entra num pequeno trem que há dois minis-marios e segue Donkey Kong. Depois de um tempo, Mario para o trem e aciona os minis-marios para segui-lo.